# مجموعة فرج الله
مجموعة فرج الله هي مجموعة شركات مصرية، تعمل في مجال الصناعات الغذائية، تأسست عام 1973 على يد فرج عامر والذي يعتبر الرئيس الحالي لمجلس إدارة المجموعة، تعد مجموعة فرج الله إحدى أكبر شركات الصناعات الغذائية في مصر حالياً، إذ تنتج العديد من المنتجات المختلفة في مجال اللحوم المصنعة، الدجاج، الخضروات المجمدة والفواكه، وعصائر الفاكهة المركزة، الحلويات والمخبوزات، معجون الطماطم، المربى، والجبن المطبوخ، ويقع مقرها الرئيسي في مدينة الإسكندرية ومصانعها في مدينة برج العرب الجديدة.

## الشركات التابعة
تتكون المجموعة من ثلاثة شركات رئيسية تابعة تضم ثلاثة عشر مصنعاً، مقامة على مساحة ما يقرب من خمسمائة ألف متر مربع، وهي:
- المصرية لتجميد وتصنيع اللحوم وتضم أربعة مصانع لإنتاج اللحوم، المخبوزات، المعلبات ومنتجات الدجاج.
- الشركة المصرية للغذاء وتضم ستة مصانع لإنتاج الخضروات المجمدة والمعلبة، الجبن، الحلويات، الصلصة ومركزات الفواكه، والتتراباك.
- الشركة المصرية للتمية الغذائية وتضم ثلاثة مصانع لإنتاج العصائر، المربى، والمخبوزات.

## وصلات خارجية
- الموقع الرسمي